# Ивакинский Карьер
Ивакинский Карьер — посёлок в Пермском крае России. Входит в Александровский муниципальный округ.

## География
Посёлок расположен на левом берегу реки Ивака (правый приток Вильвы), примерно в 5,5 км к северо-востоку от центра поселения — Всеволодо-Вильвы.

## Население
| 2010 |
| ---- |
| 331  |

## История
С 2004 до 2019 гг. входила в Всеволодо-Вильвенское городское поселение Александровского муниципального района.

## Улицы[2]
- Гагарина ул.
- Гоголя
- Калинина ул.
- Кирова ул.
- Ленина ул.
- Матросова ул.
- Мира ул.
- Свердлова ул.
- Стадионная ул.
- Стадионный пер.

## Топографические карты
- Лист карты O-40-31. Масштаб: 1 : 100 000. Состояние местности на 1982 год. Издание 1987 г.